# Absolute Zero
Absolute Zero è un film per la televisione del 2006 diretto da Robert Lee. 
Il film catastrofico è interpretato da Jeff Fahey e Erika Eleniak nel ruolo dei protagonisti.

## Trama
Florida. Gli studi del climatologo David Koch lo hanno portato a scoprire che l'ultima glaciazione è stata causata dalla repentina inversione dei poli magnetici della Terra e che questo avvenimento è destinato a ripetersi. Quando tutto ciò avviene, in un solo giorno la temperatura crolla verso lo zero assoluto e i protagonisti dovranno lottare per salvare la loro vita.